# Сава Філаретов
Сава Філаретов (болг. Сава Вълчев Филаретов; нар. 20 жовтня 1825, Жеравна — пом. 13 листопада 1863, Каїр) — відомий болгарський просвітитель і громадський діяч епохи Відродження.

## Біографія

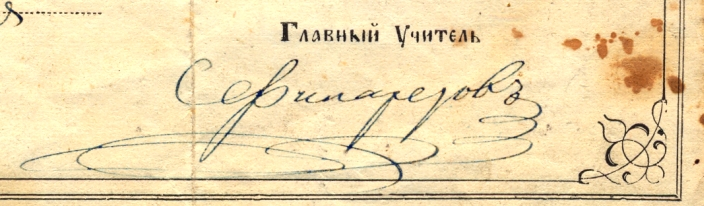
Підпис Філаретова, 1859

Народився 20 жовтня 1825 року в селі Жеравна.
Був членом Одеського літературного гуртка, до якого також входили Найден Геров, Елена Мутева, Ботьо Петков, Сава Філаретов та Добрі Чинтулов.
З 1843 по 1848 рік викладав у Шумені. Закінчив Московський університет.
Невдовзі повернувся до Болгарії і почав працювати вчителем у Софії, де відкрив першу гімназію для дівчаток. Філаретов розвивав активну громадську діяльність, співпрацював з різними болгарськими журналами і газетами.
Своєю діяльностю привернув увагу Османської влади і в 1861 році був змушений покинути Софію.
13 листопада 1863 року помер від туберкульозу в Каїрі.